# Koppar(II)nitrat
Koppar(II)nitrat är en kemisk förening med formeln Cu(NO3)2. Kopparnitrat är ett blått pulver, och ämnet skapar också en blå lösning.

## Framställning
Kopparnitrat bildas när koppar behandlas med salpetersyra eller kvävetetroxid. Ibåda fallen bildas också giftiga kväveoxider.
{\displaystyle {\rm {Cu+4\ HNO_{3}\rightarrow Cu(NO_{3})_{2}+2\ H_{2}O+2\ NO_{2}}}}
{\displaystyle {\rm {Cu+2\ N_{2}O_{4}\rightarrow Cu(NO_{3})_{2}+2\ NO}}}

## Användning
När kopparnitrat upphettas tills det sönderfaller bildas salpetersyra i gasform. Ångorna leds genom vatten för att lösa syran. Detta är sista steget i Ostwald-metoden. Också i dessa reaktioner bildas de giftiga gaserna kväveoxid (NO) och kvävedioxid (NO2).
{\displaystyle {\rm {2\ Cu(NO_{3})_{2}\rightarrow 2\ CuO+4\ NO_{2}+O2}}}
{\displaystyle {\rm {3\ NO_{2}+H_{2}O\rightarrow 2\ HNO_{3}+NO}}}
Kopparnitrat används också tillsammans med ättiksyraanhydrid för att nitrera aromatiska kolväten.